# Phagnalon saxatile
Phagnalon saxatile é uma espécie de planta com flor pertencente à família Asteraceae. 
A autoridade científica da espécie é (L.) Cass., tendo sido publicada em Bulletin de la Société Philomatique de Paris 1819: 174. 1819.

## Portugal
Trata-se de uma espécie presente no território português, nomeadamente em Portugal Continental e no Arquipélago da Madeira.
Em termos de naturalidade é nativa das duas regiões atrás indicadas.

## Protecção
Não se encontra protegida por legislação portuguesa ou da Comunidade Europeia.